# 綠寶 (飲料)

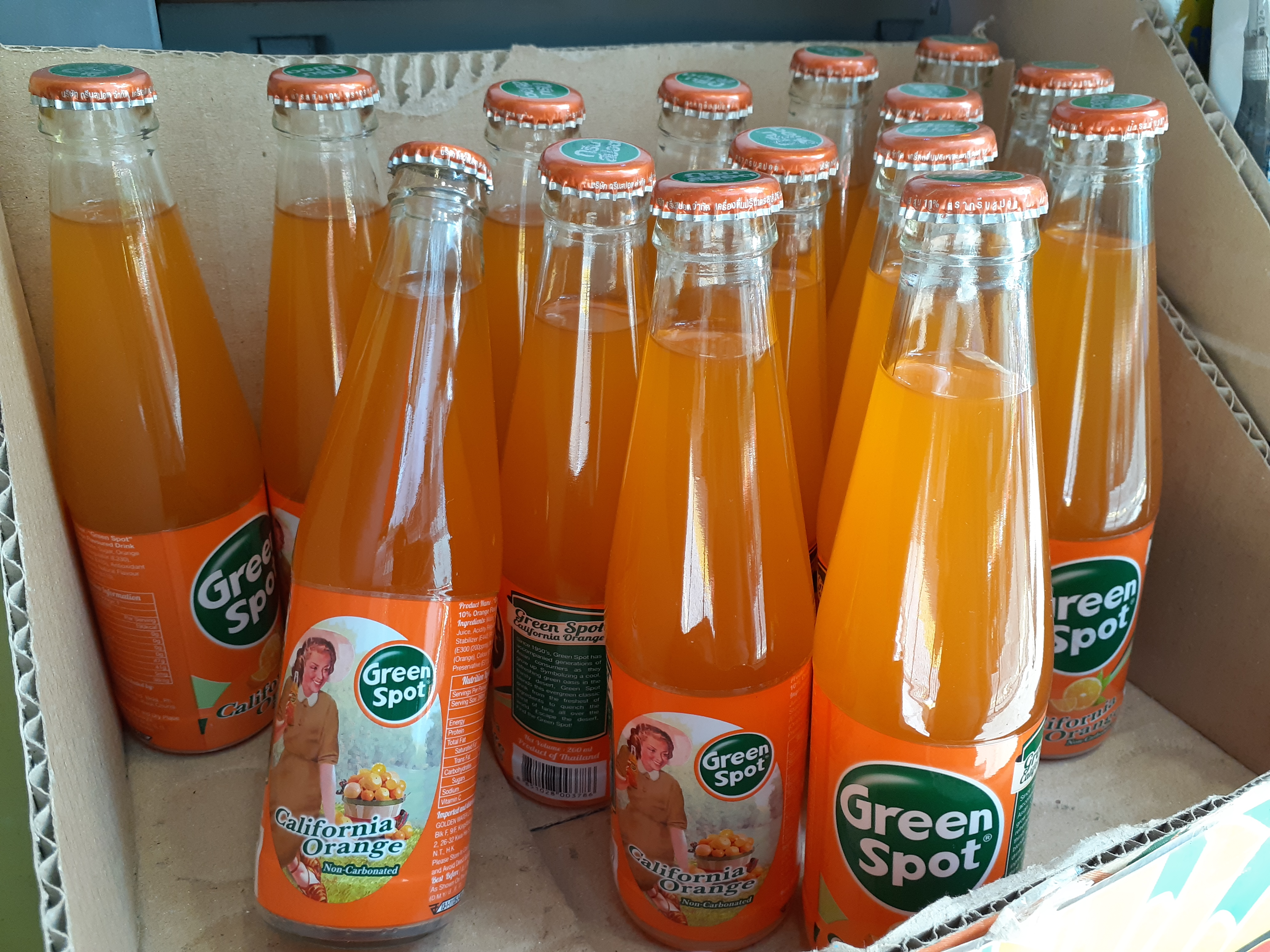
現時在泰國生產的綠寶

綠寶（英語：Green Spot）是一個非碳酸、不含咖啡因的橙味軟性飲料品牌，原產於美國，但如今在泰國和委內瑞拉生產。